# Mescalina
La mescalina (3,4,5-trimetossi-β-fenetilammina) è un alcaloide psichedelico contenuto principalmente nel peyote (Lophophora williamsii), pianta succulenta appartenente alla famiglia delle cactacee, originaria del deserto del Messico; usata nei riti sciamanici dai nativi americani, ha conosciuto una certa diffusione negli anni '70, ma è stata poi soppiantata dall'LSD, più reperibile e dagli effetti comparabili. 
Anche il San Pedro, una cactacea colonnare originaria di Perù, Bolivia ed Ecuador, l'Echinopsis peruviana, l'Echinopsis lageniformis, l'Echinopsis scopulicola, e l'Echinopsis taquimbalensis contengono mescalina.
La mescalina è una delle sei feniletilamine componenti della "magica mezza dozzina" del celebre chimico e ingegnere di farmaci Alexander Shulgin.

## Storia
San Pedro e Peyote sono stati utilizzati per migliaia di anni. Dal 1846, la Farmacopea ufficiale messicana raccomandava l'uso dell'estratto di peyote in "microdosi" come tonico per il cuore.
La mescalina, il principale alcaloide psichedelico del peyote, viene isolata nel 1897 dal chimico tedesco Arthur Heffter e sintetizzata nel 1919 da Ernst Spath.
Dopo una parentesi di sperimentazione negli anni quaranta dai governi tedeschi e americani ottiene la "notorietà" negli anni cinquanta, dapprima con gli studi del dottor Humphry Osmond in un ospedale del Saskatchewan, Provincia del Canada, poi con lo storico "trip" di 400 mg di mescalina di Aldous Huxley sotto la supervisione dello stesso Osmond, sulle colline fuori Los Angeles. Questa esperienza lo spinse a scrivere Le porte della percezione (che sarà poi la fonte di ispirazione per il nome del gruppo The Doors) e a dare il suo contributo nello sviluppo della cultura psichedelica e hippie degli anni sessanta e settanta.
Assieme a LSD, psilocibina, psilocina e altri psichedelici avrà infatti ampia diffusione in quegli anni, e sarà d'ispirazione a numerosi gruppi musicali e politico-culturali.
A livello di mass-media il fenomeno suscita interessi fortuiti negli anni Sessanta. Il giornalista e Accademico Norman MacKenzie dell'Università del Sussex nel suo libro Dreams and dreaming del 1965 scrive di un esperimento trasmesso alla televisione cui si sottopose il politico inglese Christopher Mayhew. L'uomo, dopo aver preso la mescalina, percepì «gli avvenimenti in una successione diversa da quella reale e dichiarò che in pochi attimi aveva vissuto in piena consapevolezza una vita che parve durare qualche anno».
La mescalina diverrà illegale negli Stati Uniti nel 1970, atto che sarà seguito a ruota dalle altre nazioni. Tuttavia, all'inizio degli anni novanta, la Native American Church, in base alle leggi sulla libertà religiosa, verrà autorizzata a praticare l'utilizzo rituale del peyote, ritenuto un sacramento. Oggi la chiesa conta circa 250.000 fedeli.

## Effetti indotti

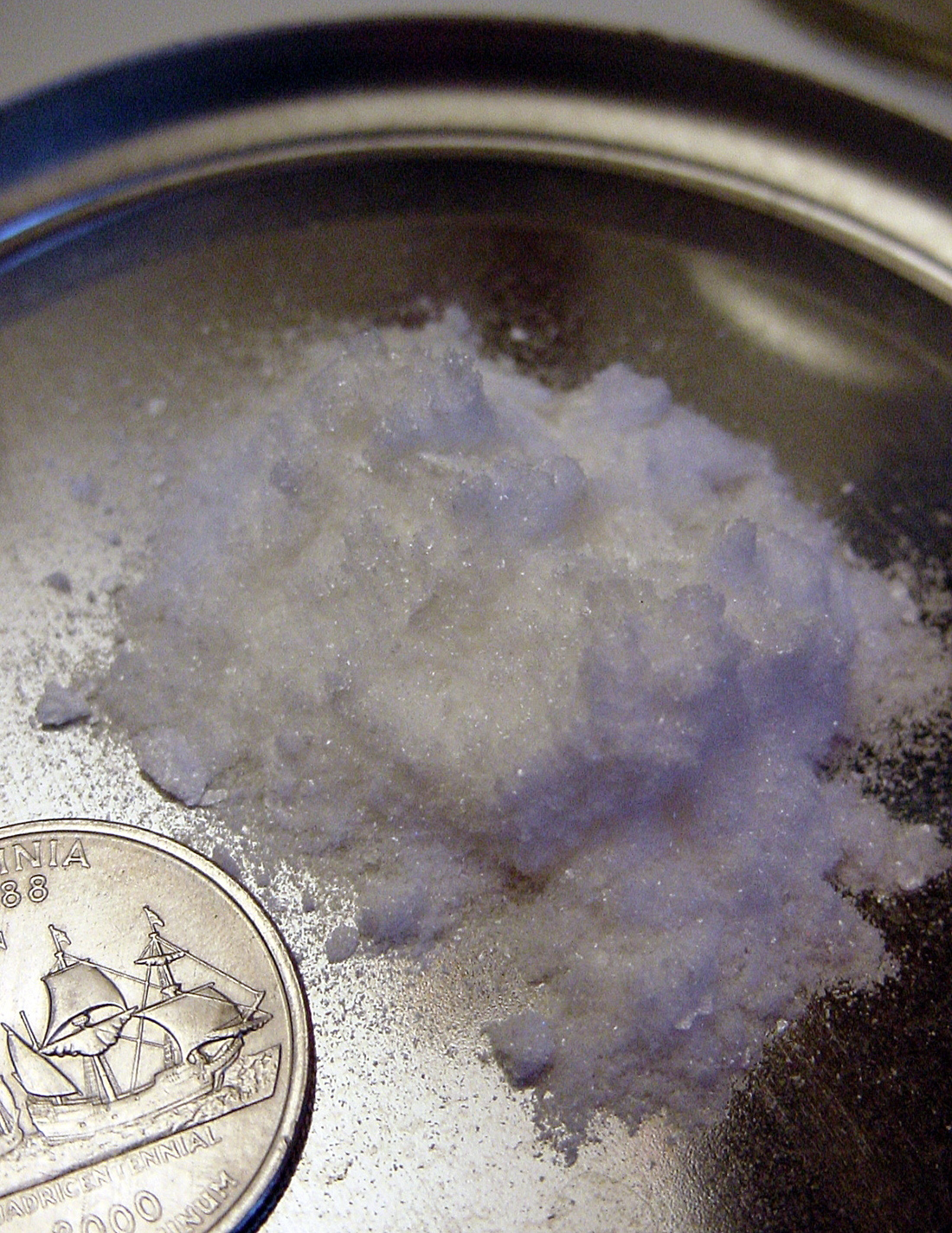
Mescalina sintetica

La mescalina agisce come agonista di quasi tutti i recettori serotoninergici; in particolare, come ogni psichedelico, è agonista del recettore 5HT2a. Altre interazioni riguardano un rilascio di dopamina, adrenalina e noradrenalina ed un’elevata affinità ai relativi recettori, specie quelli adrenergici. La mescalina, qualora ingerita, inizia a manifestare effetti 45-120 minuti dopo l'assunzione, a seconda del contenuto dello stomaco. Nella fase iniziale si presentano non di rado nausea e vomito, che scompaiono nell'arco di un'ora per lasciare spazio a una grande salivazione che viene di pari passo con l'affievolimento o la scomparsa delle sensazioni di fame, fatica e sete. Vi è un incremento del battito cardiaco e della pressione sanguigna, accompagnati a dilatazione delle pupille.

Dopo 45 minuti/2 ore dall'inizio degli effetti (in base al dosaggio e alla purezza della sostanza) segue una seconda fase caratterizzata da allucinazioni sensoriali (visive, uditive, tattili e olfattive) e amplificazione dei sensi. Tuttavia, rispetto ad altre tipologie di droghe, gli effetti psicologici degli psichedelici sono più poliedrici e meno nettamente definibili: nella stessa esperienza possono presentarsi perdite della consapevolezza del tempo e dello spazio, difficoltà nell'esprimersi, visioni, sinestesie, euforia, senso di pace e benessere, percezione di maggiore profondità di pensiero, sensazioni definite "ultraterrene", empatia verso persone, animali, piante od oggetti circostanti, come anche, in caso di eventi reali negativi, e loro conseguente amplificazione, ansia, panico e stati passeggeri di paranoia o delirio. Un soggetto colpito da effetti di quest'ultimo genere andrebbe confortato con tranquillità, calmato e lasciato in pace in un luogo scuro, sicuro e aerato fino alla fine degli effetti. Non è raro l'utilizzo di benzodiazepine per prevenire o placare simili stati. In generale, gli effetti della mescalina sono considerati quasi identici a quelli dell'LSD a parte la durata inferiore, generalmente da 4 a 8 ore, ma a dosaggi particolarmente elevati sono stati riportati casi di esperienze della durata di oltre 24 ore. Quando l'effetto finisce si possono percepire sensazioni di stanchezza e spossatezza fisica e mentale.

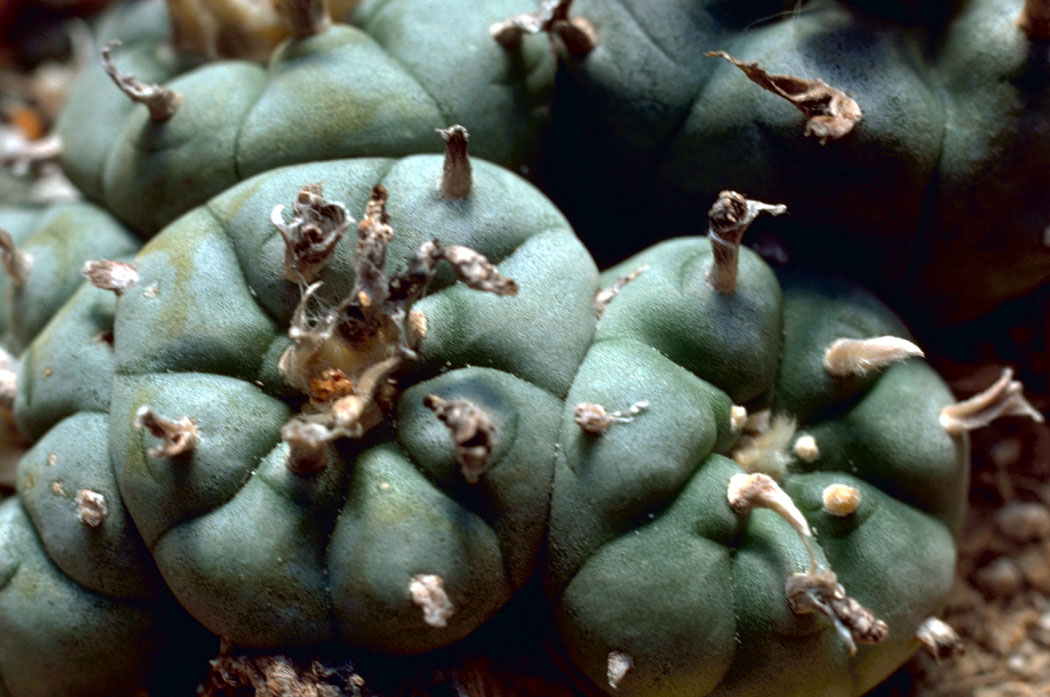
Peyote

Da notare, utilizzando alti dosaggi di mescalina (o altre sostanze psichedeliche), il presentarsi del fenomeno di "dissoluzione dell'ego" (ovvero la perdita della percezione della separazione tra l'Io e l'ambiente circostante e la sensazione di "essere ovunque"): quest'esperienza può essere sia estremamente beatificante che traumatica, sempre a seconda dello stato d'animo, della personalità e delle aspettative dell'utilizzatore. Con la mescalina questo fenomeno si presenta a dosaggi relativamente alti rispetto a quelli necessari per una comune esperienza psichedelica.

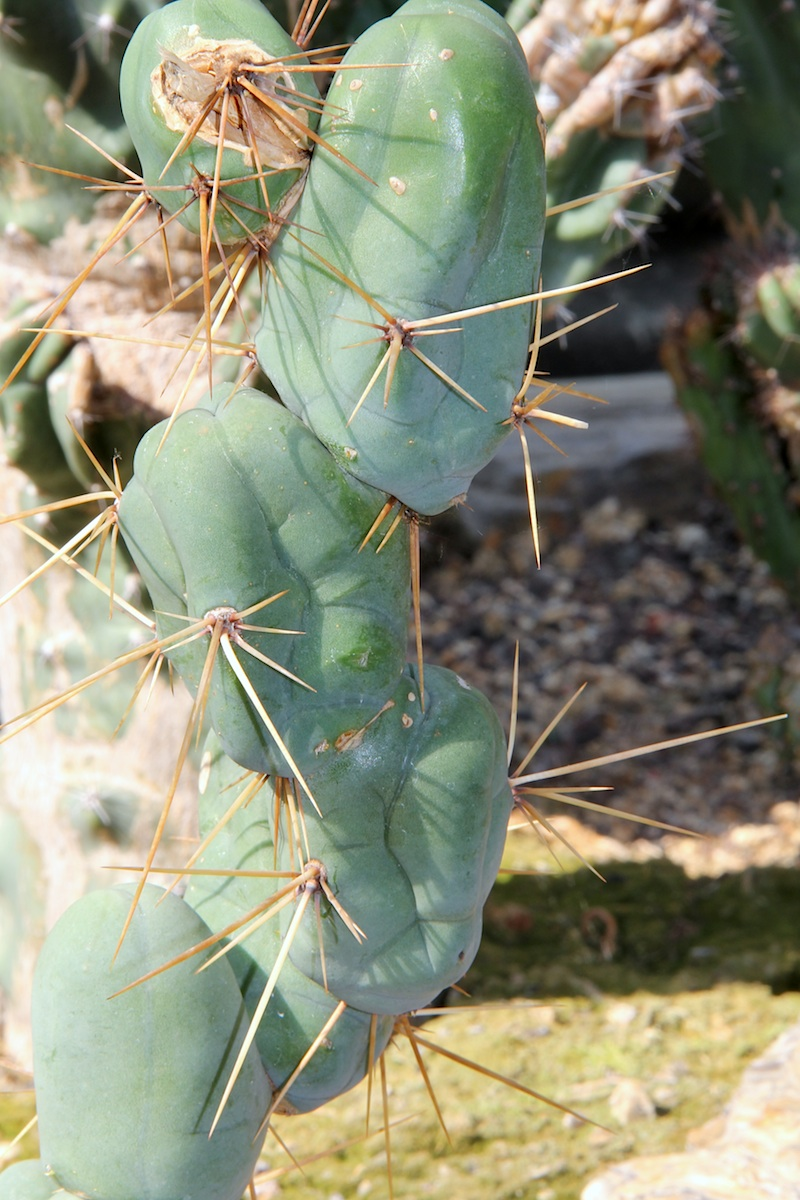
Trichocereus bridgesii mostruoso

Per lungo tempo si è ritenuto che in certi rari casi la mescalina potesse rivelare e liberare psicosi latenti e fare "impazzire"; tuttavia, uno studio del 2013 dell'Università di Trondheim ha dimostrato che l'uso di mescalina, così come degli altri psichedelici maggiori LSD e psilocibina, non è associato a un aumento di problemi mentali e non rappresenta un fattore indipendente di rischio per la salute mentale. La mescalina ha un'ampia gamma di utilizzi medici suggeriti, ma sui suoi potenziali effetti terapeutici per l'uomo sono stati condotti pochi studi.

## Dipendenza e dosaggio
La mescalina, come tutti gli psichedelici, non crea dipendenza né, quindi, ha sintomi di astinenza; potrebbe instaurarsi una dipendenza psicologica, ma è un'evenienza assai rara ed improbabile data l'intensità e la peculiarità dell'esperienza psichedelica prodotta. Nell'improbabile caso di uso cronico, del quale non esistono peraltro testimonianze, si potrebbe verificare un temporaneo distacco dalla realtà. La dose media va da 300 a 500 mg, una dose forte va da 500 a 700 (e più) mg.
A parità di quantità e con una tolleranza simile, è circa 3000 volte più debole dell'LSD, il che implica che le dosi siano molto più "ingombranti", da cui la minore diffusione.